# Smermesnil
Smermesnil är en kommun i departementet Seine-Maritime i regionen Normandie i norra Frankrike. Kommunen ligger i kantonen Londinières som tillhör arrondissementet Dieppe. År 2022 hade Smermesnil 364 invånare.

## Befolkningsutveckling
Antalet invånare i kommunen Smermesnil
| Referens: INSEE |